# ТЕС Бангкок-Північ
13°48′47″ пн. ш. 100°30′27″ сх. д. / 13.81306° пн. ш. 100.50750° сх. д.
ТЕС Бангкок-Північ – теплова електростанція в Таїланду Бангкоці. 
В 1961 та 1963 роках на майданчику станції стали до ладу два класичні класичні енергоблоки потужністю по 75 МВт. В 1968-му їх доповнили третім конденсаційним блоком з показником у 87,5 МВт. Яка паливо ці об’єкти споживали нафту.
У 1970-му ТЕС доповнили двома встановленими на роботу у відкритому циклі газовими турбінами потужністю по 15 МВт, які працювали на дизельному паливі. В подальшому всі такі турбіни з електростанцій Бангкоку перемістили на електростанції у периферійних провінціях (можливо відзначити, що станом на 1984-й за ТЕС Бангкок-Південь не рахувалось жодної газотурбінної установки).
У підсумку через знос конденсаційні блоки вивели з експлуатації, а майданчик використали для зведення нових енергоефективних потужностей. В 2010 році тут станції ввели в дію парогазовий блок потужністю 700 МВт, в якому дві газові турбіни живлять через відповідну кількість котлів-утилізаторів одну парову турбіну. 
В 2016-му стала до ладу друга черга, що складається із двох однотипних блоків загальною потужністю 850 МВт, у кожному з яких одна газова турбіна живить через котел-утилізатор одну парову турбіну. Паливна ефективність цього об’єкту становить 60%.
Як паливо парогазові блоки використовують природний газ, що надходить по перемичці від газопроводу RA6 – Бангкок-Південь.
Видача продукції відбувається по ЛЕП, що працює під напругою 230 кВ.
Власником станції є державна електроенергетична корпорація Electric Generating Authority of Thailand (EGAT).